# I miracoli di Gesù. Dramma e rivelazione
I miracoli di Gesù. Dramma e rivelazione è un saggio scritto da Gianmario Pagano pubblicato nel 2008 da Edizioni Paoline.

## Tema
Il miracolo, come viene definito dal vocabolario, è un evento che provoca stupore e sorpresa perché va oltre le potenzialità di agire dell’uomo e oltre quanto sia umanamente prevedibile. 
L'apertura a credere nei miracoli è diffusa anche al di fuori del Cristianesimo: in una ricerca statunitense di inizio anni '90 è emerso che l'82% degli americani crede che "anche oggi vengono compiuti miracoli dalla potenza di Dio" 

Gianmario Pagano sostiene che i miracoli sono un tema delicato, un tema che potrebbe anche essere rischioso per la possibilità di deviare nel fanatismo o a limitarsi ad un superficiale sensazionalismo; Gesù stesso pare esserne consapevole e riguardo ad essi era riservato . 
Tuttavia perché pur essendo cosciente della loro ambiguità, Gesù ha compiuto miracoli? E, per meglio approfondire, Gesù ha compiuto veramente dei miracoli? .
Il saggio I miracoli di Gesù. Dramma e rivelazione cerca di rispondere a questi e ad altri quesiti.